# Penestragania robustus
Penestragania robustus är en insektsart som beskrevs av Philip Reese Uhler 1877. Penestragania robustus ingår i släktet Penestragania och familjen dvärgstritar. Inga underarter finns listade i Catalogue of Life.